# Espaço urbano

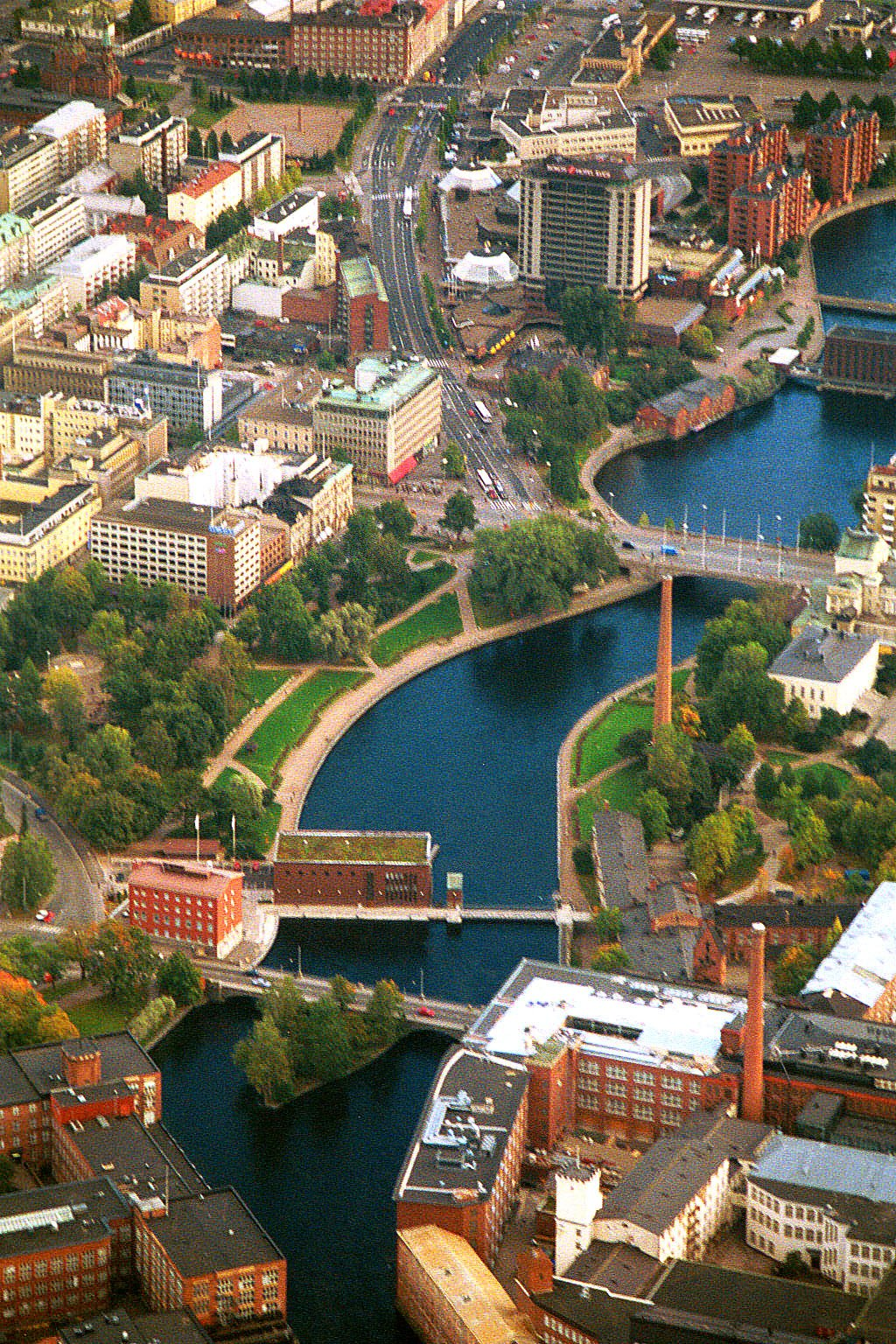
Tampere da Finlândia, uma das áreas urbanas mais movimentadas.

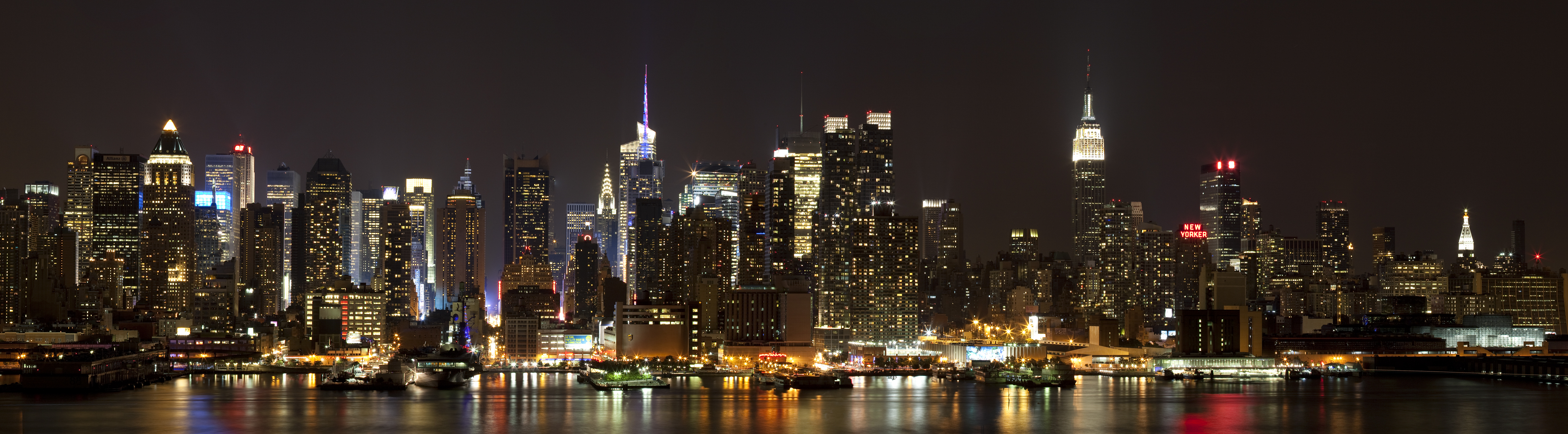
Nova York, uma área urbana importante.

Espaço urbano são regiões das cidades, definido como o conjunto que integra e sobrepõe as diferentes atividades e é onde pode ser a capital. Com uso também das práticas econômicas, sociais e culturais da sociedade ao uso do solo. Considerado como o território das práticas políticas, o local da produção e reprodução da sociedade.
"Eis o que é espaço urbano: Fragmentado e articulado, reflexo e condicionante social, um conjunto de símbolos e campo de lutas. É assim a própria sociedade em uma de suas dimensões, aquela mais aparente, materializada nas formas espaciais." (CORRÊA)

## Produção do espaço urbano
As práticas dos agentes sociais e seus interesses, implementadas de geração em geração, estão intrinsecamente relacionados ao consumo e produção do espaço urbano. Os principais agentes sociais responsáveis pela produção do espaço urbano são:
- Os proprietários dos meios de produção, sobretudo os grandes industriais;
- Os proprietários fundiários;
- Os promotores imobiliários;
- O Estado;
- Os grupos sociais excluídos.

As estratégias adotadas por esses agentes variam no tempo e no espaço e são reguladas por um marco jurídico que reflete o interesse do grupo de agentes dominantes.